# Vlastnictví Svatého stolce

Znak Svatého stolce

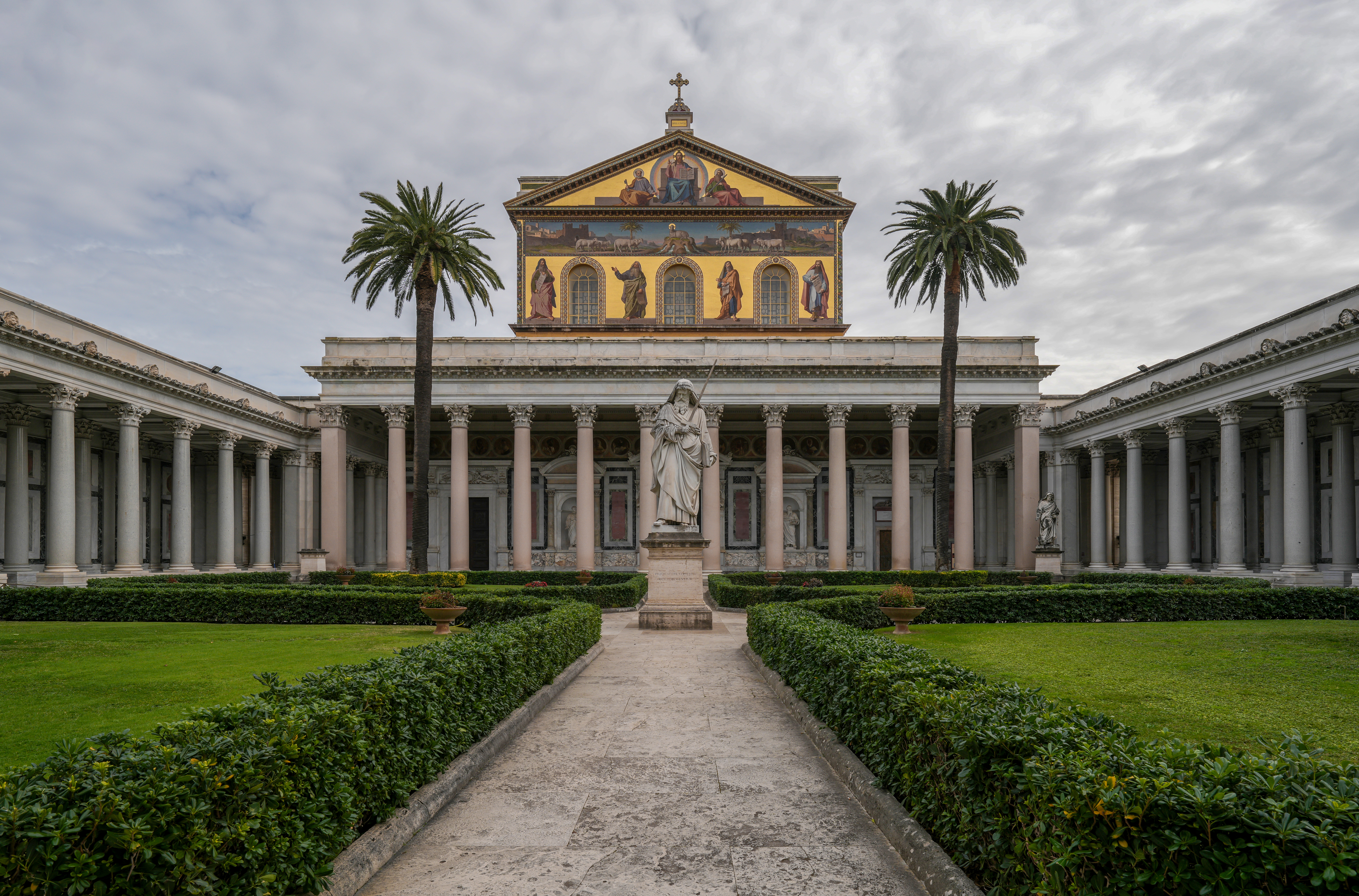
Bazilika svatého Pavla za hradbami

Rozsah majetku Svatého stolce (též Statky Svatého stolce) upravuje Lateránská smlouva z roku 1929 podepsaná mezi papežským státem a Italským královstvím. Většina z objektů se nachází na italském území a některé z nich požívají podobné imunity jako zahraniční ambasády.

## Soupis Majetku

### Majetek na vlastním území
- Palác svatých apoštolů připojený k bazilice dei Santi Apostoli.
- Palác připojený ke kostelu San Carlo ai Catinari
- Collegio Bellarmino na Via del Seminario poblíž kostela Sant'Ignazio.
- Archeologický institut, Papežský orientální institut, Papežský lombardský seminář a Ruská kolej na Piazza Santa Maria Maggiore.
- Dva paláce Sant'Apollinare mezi Piazza Sant'Apollinare a Via della Serola.
- Dům ústraní pro duchovenstvo svatých Jana a Pavla, včetně Neronova Nymphea, na Caelianském návrší.

### Exteritoriální majetek na území Říma
- Arcibazilika svatého Jana v Lateránu (Arcibasilica di San Giovanni in Laterano)
- Bazilika Panny Marie Sněžné (Basilica di Santa Maria Maggiore)
- Bazilika svatého Pavla za hradbami (Bazilika di San Paolo fuori le Mura) (komplex zahrnuje také benediktinský klášter, Papežskou oratoř San Paolo a Papežskou kolej Beda).
- Lateránský palác, Lateránská univerzita, Svaté schody a přilehlé budovy,
- Palác svatého Kalixta (Palazzo San Callisto) – sídlo Papežské rady Cor Unum.
- Některé budovy na kopci Janikulus, jmenovitě Papežská univerzita Urbaniana, Papežská severoamerická kolej a Nemocnice Bambino Gesù.
- Palazzo della Cancelleria mezi Corso Vittorio Emanuele II a Campo de' Fiori.
- Palazzo di Propaganda Fide (Palác Kongregace pro evangelizaci národů) na Španělském náměstí.
- Palác Svatého oficia – sídlo Kongregace pro nauku víry na náměstí Piazza del Sant'Uffizio a sousedící s bazilikou svatého Petra.
- Palác Kongregace pro východní církve (dříve Palazzo dei Convertendi na Piazza Scossacavalli), na Via della Conciliazione (rione Borgo)
- Palazzo Pio na Via della Conciliazione (výměnou za Palazzo della Dataria)[2]
- Palác vikariátu (nazývaný též Palazzo Maffei Marescotti) na Via della Pigna u Corso Vittorio Emanuele II poblíž Piazza del Gesù
- Papežský menší římský seminář
- Campo Santo Teutonico (Německý a vlámský hřbitov)
- Větší část Audienční síně Pavla VI. (tribuna s papežským stolcem je součástí vatikánského území).[2]
- Komplex jezuitské kurie

### Bývalý exteritoriální majetek
- Palazzo della Datarìa poblíž Kvirinálského paláce (již není majetkem Svatého stolce; vyměněno za Palazzo Pio) [2]

### Majetek mimo Řím

Exteritoriální majetek Svatého stolce v Castel Gandolfo:
1. Papežský palác s přilehlou zahradou
2. Zahrada vily Cybo
3. Villa Barberini, zahrady a zemědělská oblast
4. Oliveto ex-Bacelli
5. Kostel San Tommaso di Villanova

- Papežský palác Castel Gandolfo, zahrady Villa Cybo, Villa Barberini plus přilehlé zahrady, letní sídlo Pontificio Collegio Urbano di Propaganda Fide a papežská farma mezi městy Castel Gandolfo a Albano Laziale (asi 55 ha).
- Oblast Santa Maria di Galeria, kde jsou umístěny antény Vatikánského rozhlasu. Tato oblast byla postoupena Itálií Svatému stolci dohodou v roce 1951. [2]

- Bazilika Svaté chýše (Santa Casa) v Loreto, provincie Ancona.
- Bazilika svatého Františka v Assisi, provincie Perugia.
- Bazilika svatého Antonína v Padově, provincie Padova.
- Vatican Advanced Technology Telescope, Graham County, Arizona.